# XIII Governo Regional da Madeira
O XIII Governo Regional da Madeira foi formado com base na composição da Assembleia Legislativa Regional resultante das eleições regionais de 22 de setembro de 2019. Foi um governo de coligação entre o PPD/PSD e o CDS-PP, partidos que, juntos, elegeram deputados suficientes para formar uma maioria no parlamento regional. O governo tomou posse no dia 15 de outubro de 2019.

## História
Nestas eleições, o Partido Social Democrata (PPD/PSD) voltou a ser o mais votado (como sempre aconteceu desde que a região ganhou autonomia político-administrativa e órgãos legislativo e executivo próprios, em 1976), com 39,42% dos votos, mas, pela primeira vez na história do parlamento regional, não obteve maioria absoluta dos deputados, elegendo apenas 21 do total de 47 mandatos. O Partido Socialista (PS) foi o segundo partido mais votado, com 35,76% e 19 deputados, seguido do Partido Popular (CDS-PP), com 5,76% e 3 deputados, do Juntos Pelo Povo (JPP), 5,47% e 3 deputados, e da Coligação Democrática Unitária (PCP-PEV), 1,80% e 1 deputado. Os restantes partidos não obtiveram qualquer assento.
O PS, com uma lista encabeçada pelo independente e antigo presidente da Câmara Municipal do Funchal Paulo Cafôfo, obteve o seu melhor resultado de sempre nestas eleições e apelou aos restantes partidos da oposição que se unissem para formar um governo que retirasse o PPD/PSD do poder, mas tal não vingou. Os partidos do centro-direita, PPD/PSD – liderado pelo presidente do Governo Regional, Miguel Albuquerque – e CDS-PP – liderado por Rui Barreto –, reuniam uma maioria absoluta dos deputados e negociaram a formação de um governo de coligação.
Foi o segundo governo regional encabeçado por Miguel Albuquerque e o primeiro governo madeirense de coligação, que não foi apoiado por uma maioria absoluta de um só partido e que não foi apoiado exclusivamente pelo Partido Social Democrata.

## Composição
A composição do governo foi a seguinte:
| Retrato | Cargo                                                                      | Detentor             | Partido | Partido                                        | Período                                        |
| ------- | -------------------------------------------------------------------------- | -------------------- | ------- | ---------------------------------------------- | ---------------------------------------------- |
|         | Presidente do Governo Regional                                             | Miguel Albuquerque   |         | PPD/PSD                                        | 15 de outubro de 2019 — 17 de outubro de 2023  |
|         | Vice-presidente do Governo Regional e dos Assuntos Parlamentares           | Pedro Calado         |         | PPD/PSD                                        | 15 de outubro de 2019— 16 de agosto de 2021    |
|         | Secretário Regional das Finanças                                           | Rogério Gouveia      |         | PPD/PSD                                        | 16 de agosto de 2021 — 17 de outubro de 2023   |
|         | Secretário Regional da Economia                                            | Rui Barreto          |         | CDS-PP                                         | 15 de outubro de 2019 — 17 de outubro de 2023  |
|         | Secretário Regional da Educação, Ciência e Tecnologia                      | Jorge Carvalho       |         | PPD/PSD                                        | 15 de outubro de 2019 — 17 de outubro de 2023  |
|         | Secretário Regional da Saúde e Proteção Civil                              | Pedro Ramos          |         | independente                                   | 15 de outubro de 2019 — 17 de outubro de 2023  |
|         | Secretário Regional do Turismo e Cultura                                   | Eduardo Jesus        |         | independente                                   | 15 de outubro de 2019 — 17 de outubro de 2023  |
|         | Secretária Regional da Inclusão Social e Cidadania                         | Augusta Aguiar       |         |                                                | 15 de outubro de 2019 — 29 de setembro de 2021 |
|         | Secretária Regional da Inclusão Social e Cidadania                         | Rita Andrade         |         | 29 de setembro de 2021 — 17 de outubro de 2023 |                                                |
|         | Secretária Regional do Ambiente, Recursos Naturais e Alterações Climáticas | Susana Prada         |         | independente                                   | 15 de outubro de 2019 — 17 de outubro de 2023  |
|         | Secretário Regional do Mar e Pescas                                        | Teófilo Cunha        |         | CDS-PP                                         | 15 de outubro de 2019 — 17 de outubro de 2023  |
|         | Secretário Regional da Agricultura e Desenvolvimento Rural                 | Humberto Vasconcelos |         | PPD/PSD                                        | 15 de outubro de 2019 — 17 de outubro de 2023  |
|         | Secretário Regional dos Equipamentos e Infraestruturas                     | Pedro Fino           |         |                                                | 15 de outubro de 2019 — 17 de outubro de 2023  |